# Sprakebüll
Sprakebüll (północnofryz. Språkebel, duń. Spragebøl) – gmina w Niemczech w kraju związkowym Szlezwik-Holsztyn, w powiecie Nordfriesland, wchodzi w skład Związku Gmin Südtondern.